# Lago Bulusán
Lago Bulusán es una laguna en la isla de Luzón en el norte del país asiático de Filipinas. Se encuentra en pleno centro del Parque nacional del Volcán de Bulusán, que abarca una superficie de 3672 ha. Tiene una altura de 360 m y está ubicado en el flanco sureste del monte Bulusán, un volcán activo.
El lago es accesible a través de la Carretera Maharlika hasta la ciudad de Irosin pasando por los pueblos de Casiguran y Juban. Desde Irosin hay otros diez kilómetros hasta el sitio. La otra ruta es muy pintoresca con vista al océano Pacífico (Estrecho de San Bernardino) y por los pueblos de Gubat, Barcelona y el centro del pueblo Bulusán.